# Caone
Nella mitologia greca, Caone  (in greco antico: Κάων) era il nome di uno dei fratelli di Eleno, figlio di Priamo e di Ecuba ed ultimo re di Troia. 

## Il mito
Caone, che secondo alcuni mitografi era in realtà solo un amico di Eleno, era un suo compagno e viaggiavano insieme. Un giorno si ritrovarono alla corte del re Neottolemo ed Eleno riuscì a succedergli al potere.
Caone secondo alcune versioni fu ucciso incidentalmente in una battuta di caccia, dove venne scambiato per un animale, mentre in un'altra versione più eroica del mito egli decise di sacrificare la propria vita per salvare la gente dal pericolo di un'epidemia che era scoppiata da poco. Infatti fu sacrificato agli dei. Altri autori ancora lo immolano per scongiurare una tempesta.
Per onorare la sua memoria, dal suo nome venne chiamata "Caonia" una parte dell'Epiro, quella dove vi era una foresta con un tempio sacro a Zeus, in cui un oracolo riusciva a prevedere il futuro alla gente.

### Fonti
- Virgilio, Eneide III, 334-335

### Moderna
- Luisa Biondetti, Dizionario di mitologia classica, Milano, Baldini&Castoldi, 1997, ISBN 978-88-8089-300-4.
- Anna Ferrari, Dizionario di mitologia, Litopres, UTET, 2006, ISBN 88-02-07481-X.
- Pierre Grimal, Enciclopedia della mitologia 2ª edizione, Brescia, Garzanti, 2005, ISBN 88-11-50482-1. Traduzione di Pier Antonio Borgheggiani